# Clarence Darrow
Clarence Seward Darrow (født 18. april 1857 i Trumbull County, Ohio, død 13. marts 1938 i Chicago, Illinois) var en berømt amerikansk advokat, bedst kendt for sin deltagelse som forsvarer i sagerne om Leopold og Loeb (1924) og Scopes såkaldte "Monkey Trial" (1925). Begge sager havde enorm mediedækning på den tid, selv fra europæiske medier. 
Leopold og Loeb sagen omhandlede kidnapping og mord begået af to teenagere fra velrenommerede familier. Den gav anledning til begrebet thrill kill eller spændingsdrab. Darrow fik sine to klienter til at erkende sig skyldige og vendte i stedet sagen til at omhandle brugen af dødsstraf overfor mindreårige og i det hele taget. Set fra den vinkel blev sagen vundet af Darrow, idet begge de anklagede blev ikendt livstid for mord, samt 99 års fængsel for kidnapning.

## Liste over bøger skrevet af Darrow
- Persian Pearl
- The Story of My Life
- Farmington
- Resist Not Evil

## Bøger etc. om Darrow
Efter hans død blev skuespillet Darrow skabt med Henry Fonda i rollen, senere har mange skuespillere som Leslie Nielsen forsøgt sig med rollen som Darrow. Den berømte Scopes Monkey Trial blev også til et teaterstykke, Inherit the Wind, der senere blev til en film, hvori Spencer Tracy spillede rollen, der repræsenterer Darrow. 
Darrow nævnes også i musicalen Lil Abner. 
I filmen Miracle on 34th Street siger Kris Kringle til Fred Gailey: "I believe you're the greatest lawyer since Darrow".
The Clarence Darrow Memorial Bridge findes i Chicago.
I filmen Collateral, nævner Jamie Foxx's karakter, Max, Darrow i en replik omkring advokater.
Darrow er hovedpersonen i den fiktive roman The Angel of Darkness af Caleb Carr.
Historikeren Irving Stone skrev en biografi med titlen: Clarence Darrow For The Defense.
Kevin Boyles bog Arc of Justice går i dybden med en af Darrows sager: "the Ossian Sweet trial".